# Luis José de Vendôme

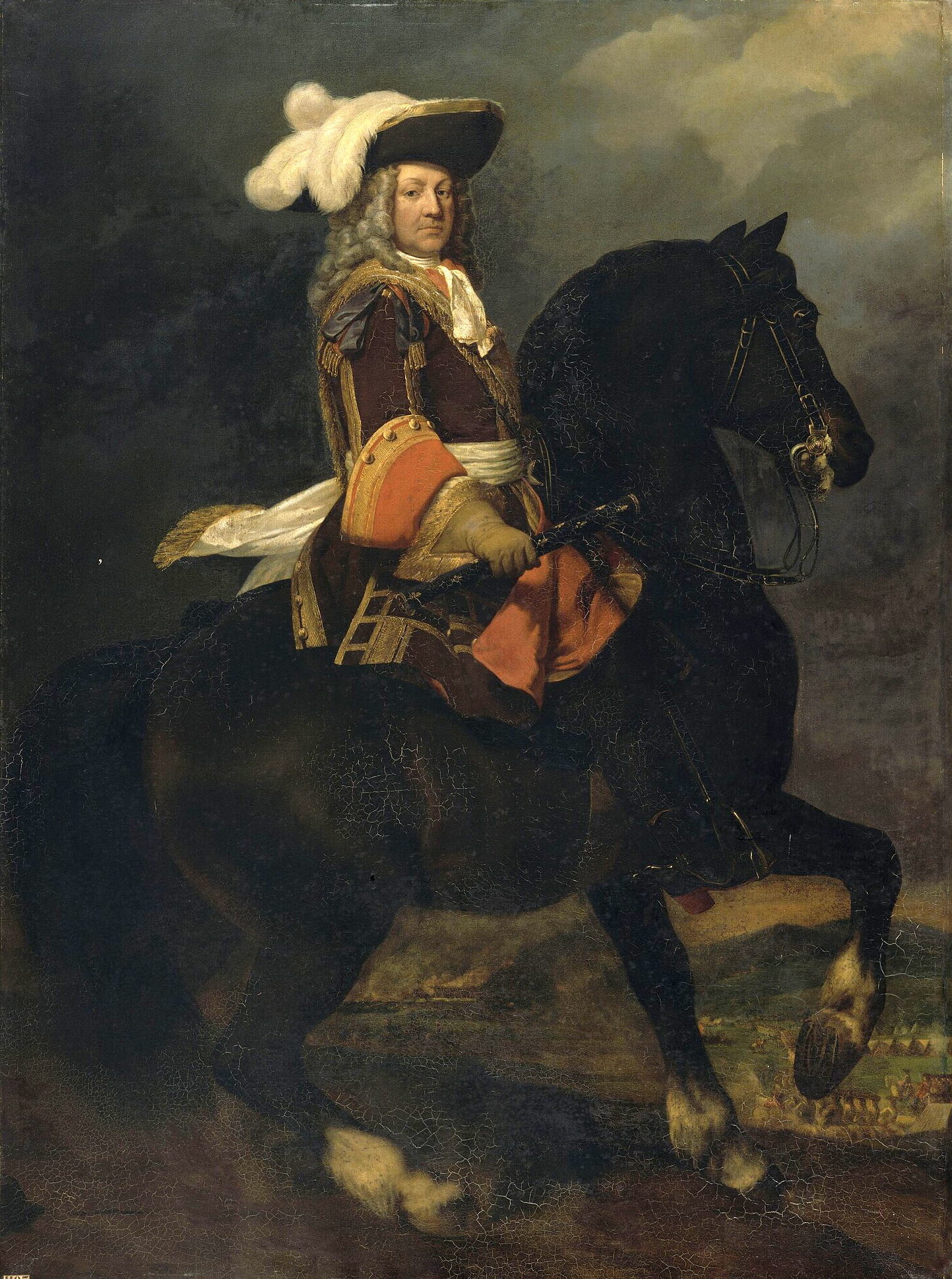
Luis José de Borbón, Duque de Vendôme en campaña, 1706.

Luis José de Borbón (París, 1 de julio de 1654 - Vinaroz, 11 de junio de 1712), fue hijo de Luis de Borbón, Duque de Vendôme y de Laura Mancini, descendiente del rey Enrique IV de Francia, y miembro de la Casa de Borbón (Vendôme). Se formó desde muy joven en el arte de la guerra, donde fue conocido como un general con grandes aptitudes, alcanzando el grado de Mariscal de Francia durante el reinado de Luis XIV. Participó en la Guerra de la Gran Alianza y en la Guerra de Sucesión Española.

## Biografía
Era hijo de Luis de Borbón, duque de Vendôme, Étampes, Mercœur y Penthièvre, y de Laura Mancini, sobrina del famoso Cardenal Mazarino. Huérfano a la edad de quince años, recibió una gran fortuna de su padre que había sido heredada de su abuela, la duquesa de Mercœur y Penthièvre, por derecho propio. Antes de suceder a su padre en 1669, era conocido como el duque de Penthièvre. Fue criado por su tía, María Ana Mancini, duquesa de Bouillon. 
Al entrar en el ejército a la edad de dieciocho años, pronto se distinguió por su vigor y coraje personal en las guerras neerlandesas, y por 1688 se había elevado al rango de teniente general. En la Guerra de los Nueve Años prestó un notable servicio bajo el mando del Mariscal de Luxemburgo en la Batalla de Steenkerke y bajo el mando de Nicolas Catinat en la Batalla de Marsaglia. En 1695, fue puesto al mando del ejército que operaba en Cataluña, donde tomó Barcelona en 1697.
Poco después, le hicieron Mariscal de Francia. En 1702, después de la primera campaña sin éxito de Catinat y Villeroy, fue puesto al mando del ejército franco-español en Italia. Durante tres campañas en ese país, demostró ser un digno antagonista del príncipe Eugenio de Saboya, a quien por fin derrotó en 1705 en la Batalla de Cassano, en una magnífica muestra de coraje y control sobre sus tropas, convirtiendo la inminente derrota que había sufrido su hermano, El Gran Prior, en un glorioso éxito.
Al año siguiente, después de la celebración y la obtención de una nueva victoria en la Batalla de Calcinato, fue enviado a Flandes para reparar el desastre que supuso la Batalla de Ramillies. Tras la marcha de Vendôme para apuntalar el ejército destrozado en Flandes, el príncipe Eugenio y el duque de Saboya infligieron una gran derrota a los franceses bajo el mando del duque de Orléans y Fernando de Marsin en el Asedio de Turín, conduciendo a los franceses fuera de Italia a finales del año. 
En Flandes, mientras tanto, Vendôme batalló con el nieto del rey, el duque de Borgoña, y no pudo evitar la derrota francesa en la Batalla de Oudenarde. En disgusto, Vendôme se retiró a sus tierras. Sin embargo, no pasó mucho tiempo antes de que fuera llamado de nuevo a comandar el ejército de su primo, Felipe, en España. Allí ganó sus últimas victorias, coronando su obra triunfalmente en las Batallas de Brihuega y Villaviciosa, donde derrotó a Stanhope y Starhemberg. 
Consiguió por la princesa de los Ursinos, que el rey le concediera el tratamiento de Su Alteza, rango que solo poseían algunos miembros de la familia real española. Vendôme fue uno de los soldados más notables en la historia del ejército francés. Tenía, además de la habilidad y la imaginación fértil del verdadero líder del ejército, el brillante valor de un soldado. Sin embargo, el verdadero secreto de su éxito continuo, fue su extraordinaria influencia sobre sus hombres.

## Matrimonio
Contrajo matrimonio con María Ana de Borbón, hija de Enrique de Borbón, Príncipe de Condé y nieta de El Gran Condé, con la que no tuvo descendencia. Según se dice era muy fea, y su padre murió dejándola soltera. Su hermano, que se convirtió en el príncipe de Condé en 1709, murió al año siguiente sin haber ayudado a que su hermana se case. Podía haberse casado con el duque de Maine en 1692, pero Maine prefirió a la hermana de María Ana, Luisa Benedicta, y se casó con ella en su lugar.
La ceremonia matrimonial se produjo en la capilla del Palacio de Sceaux el 21 de mayo de 1710. Sceaux fue la residencia de Luisa Benedicta. Luis José fue designado como el heredero de su primo, el rey Felipe V de España. En caso de que Felipe muriera sin hijos, la Casa de Borbón había decidido que Luis José se convertiría en el próximo rey de España. El matrimonio no tuvo hijos, esto puede haber sido debido a las tendencias homosexuales de Luis José. Él había sido amante del cuñado de su propia esposa, Francisco Luis de Borbón-Conti, marido de la hermana mayor de esta, María Teresa. Como resultado, María Ana murió en 1718 sin descendencia.
A pesar de que Luis XIV había dado permiso para el matrimonio, los manipuladores duques de Maine arreglaron apresuradamente los detalles de la boda, probablemente por razones mercenarias. Aunque la princesa viuda de Condé no fue informada de la unión, estuvo presente en la ceremonia matrimonial en Sceaux, junto a Louis Henri de Borbón, Príncipe de Condé, su esposa María Ana de Borbón, la princesa viuda de Conti y sus hijos el príncipe de Conti y mademoiselle de La Roche-sur-Yon.

## Muerte
Antes del final de la guerra, la muerte lo sorprendió en Vinaroz el 11 de junio de 1712 y fue enterrado en Vinaròs. Según se dice en esta localidad, murió de un empacho de langostinos, típicos de dicho pueblo, tras haber sido nombrado virrey de Cataluña y comandante en jefe del ejército español. Sus restos reposan en El Escorial.